# Paul Lester Wiener
Paul Lester Wiener (Leipzig, Alemania; 1895 - 1967) fue un arquitecto y urbanista alemán que desarrolló obras y ejecutó proyectos de grandes proporciones en toda América.

## Biografía
Estudió en la Academia Prusiana de las Ciencias, realizando estudios de posgrado en Viena y París. Llegó a Estados Unidos en 1913 donde se naturalizó en 1919. Regresó a Europa para continuar sus estudios y trabajar hasta 1927. Junto a Bruno Paul fundó in 1928 el grupo internacional de artistas Contempora. Regresó el mismo año a los Estados Unidos, Wiener se asoció a la firma Town Planning Associates con sede en Nueva York en 1937. Ese mismo año diseñó el pabellón estadounidense para la Exposición Internacional de París, que recibió el Gran Premio del jurado.
Trabajó con Le Corbusier en el plan regulador que este diseñó para Bogotá en 1947. Entre 1948 y 1953 Wiener y Josep Lluís Sert, diseñaron planes para la recién incendiada ciudad de Tumaco, lo mismo que para Medellín y Cali de "acuerdo con las cuatro funciones básicas: habitación, trabajo, esparcimiento (cultivo del cuerpo y el espíritu) y circulación". Durante este periodo no dejó de participar en las diferentes versiones del Congreso Internacional de Arquitectura Moderna.
Para la capital colombiana se basaron en los principios de planear con base en previsiones demográficas y organizar eficientemente el crecimiento de la ciudad, así como en la reorganización de sitios ya existentes para suministrar sitios de vivienda y espacios recreacionales para los residentes, con énfasis en evitar los efectos indeseables de un crecimiento azaroso como los actuales barrios de chabolas o la distribución desigual de la tierra. En este proyecto los autores aplicaron a conciencia los principios de la zonificación por función, "sin la cual no hay urbanismo posible".